# Yves Lapierre
Pour les articles homonymes, voir Lapierre.
Yves Lapierre (9 août 1946) est un scénariste et compositeur québécois.

## Biographie
Yves Lapierre a été membre (guitare, banjo, voix et arrangements) du groupe folklorique Les Cailloux de 1962 à 1968. Par la suite, il compose notamment pour Julie Arel (L'après-midi, Dans ton auto) et pour Suzanne Stevens (Moi, de la tête aux pieds, À deux, Avec le temps) dans la période très populaire de ces deux artistes (1973-1980). Il compose aussi pour Renée Claude (Le désamour en 1976), pour Nicole Martin (Parler de toi en 1991, titre paru sur l'album Le Goût d'aimer) et pour Jean Lapointe. Il travaille aussi sur l'album Sainte Nuit de la chanteuse Johanne Blouin en 1990.

## Filmographie
Comme scénariste
- 1996 : Jamais deux sans toi (série télévisée)

Comme compositeur
- 1975 : Mustang
- 1982 : La Bonne Aventure (série télévisée)
- 1990 : Ding et Dong, le film

## Discographie album
- 1974 : Evidence of Yves